# Jane Vance Rule
Jane Vance Rule, née le 28 mars 1931 à Plainfield (New Jersey) et morte le 27 novembre 2007 sur l'île Galiano (Colombie-Britannique, Canada), est une écrivaine canadienne, autrice de romans et d'ouvrages relatifs au saphisme.

## Jeunesse et études
Jane Vance Rule naît à Plainfield, New Jersey. Elle mesure près de deux mètres et est dyslexique,. Elle fait ses études au Mills College en Californie où elle obtient son diplôme en 1952, vit en Angleterre un bref moment et entre en relation avec le critique John Hulcoop, un critique littéraire et universitaire britannique.
Elle enseigne à l'Académie Concord dans le Massachusetts où elle rencontre Helen Sontoff dont elle tombe amoureuse. Elle va travailler avec Hulcoop à l'université de la Colombie-Britannique à Vancouver en 1956, mais Helen Sontoff lui rend visite et toutes deux commencent à vivre ensemble.

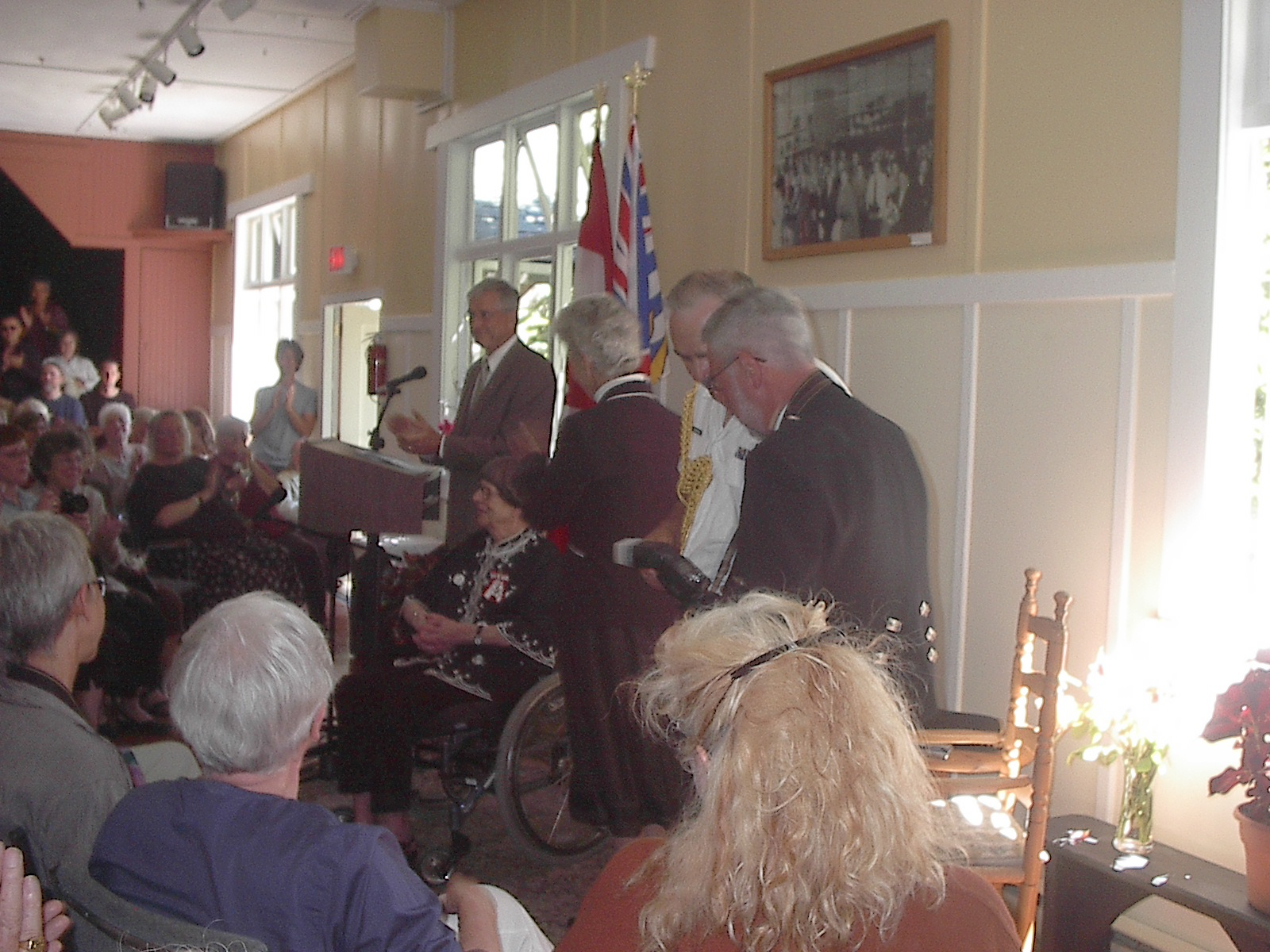
Jane Rule recevant l'Ordre du Canada en 2007.

En 1964, elle publie Desert of the Heart (Déserts du cœur), cinq ans avant la décriminalisation de l’homosexualité au Canada, après vingt-deux refus de la part des éditeurs. Le roman montre deux femmes qui tombent amoureuses l'une de l'autre et il vaut à son auteur de recevoir un flot de lettres de femmes qui se sentent seules et malheureuses. À la suite de son roman, elle est recherchée par les médias canadiens, et plus tard elle écrit : « Pour les médias j'étais devenue la seule lesbienne au Canada. Un rôle que je n'ai accepté que peu à peu et à contrecœur et dont je me suis servie pour éduquer les gens comme je le pouvais. » En 1976, elle s'installe sur l'île Galiano et y reste jusqu'à la fin de sa vie. En 1985, son roman est porté à l'écran par Donna Deitch avec le titre Desert Hearts. The Globe and Mail écrit que « Ce film compte parmi les premières œuvres et les plus estimées qui montrent une relation lesbienne sous un jour favorable. »
Elle siège à la direction de la Writers' Union of Canada (« Union des écrivains du Canada »). Ouvertement lesbienne, elle défend avec ardeur à la fois la liberté d'expression et les droits des homosexuels, y compris dans au cours des différentes controverses dans lesquelles est plongé le magazine gay The Body Politic.
En 1989, elle fait don d'une collection de ses écrits à l'université de la Colombie-Britannique. Elle est reçue dans l'ordre de la Colombie-Britannique en 1998, et dans l'ordre du Canada en 2007. Memory Board (1987) et After the Fire (1989) sont tous deux nommés pour le Ethel Wilson Fiction Prize.
Jane Rule et Sontoff vivent ensemble jusqu'à la mort de cette dernière en 2000. Jane Rule surprend certains membres de la communauté gay en se déclarant contre le mariage homosexuel, allant jusqu'à écrire : « Être forcé de revenir dans la cage hétérosexuelle de la vie de couple n'est pas un pas en avant, mais un pas en arrière dans les définitions des rapports que nous impose l'État. Après tout ce que nous avons appris, nous devrions aider nos frères hétérosexuels et sœurs à s'échapper de leurs prisons définies par l'État, et non les y rejoindre volontairement. »
Elle meurt à l'âge de 76 ans le 27 novembre 2007, chez elle, sur l'île Galiano, des suites de complications dues à un cancer du foie, et refusant tout traitement qui l'éloignerait de l'île.

## Œuvres
- Desert of the Heart (1964) Macmillan / Talonbooks / Naiad Press, traduit sous le titre Déserts du coeur (1998) Éditions Trois
- This Is Not for You (1970) Naiad Press
- Against the Season (1971) Naiad Press
- Lesbian Images (1975) The Crossing Press
- Theme for Diverse Instruments (1975) Naiad Press
- The Young in One Another's Arms (1977) Naiad Press
- Contract With the World (1980) Harcourt Brace Jovanovich / Naiad Press
- Outlander (1981) Naiad Press
- Inland Passage and Other Stories (1982) Naiad Press
- A Hot-Eyed Moderate (1985) Naiad Press
- Memory Board (1987) Naiad Press, traduit sous le titre L'aide-mémoire (1998) Éditions Trois
- After the Fire (1989) Naiad Press

## Prix et distinctions
- 2007 : Prix Alice B Readers